# Nisοs Gyarοs kai Thalassia Zoni
Nisοs Gyarοs kai Thalassia Zoni este o arie protejată (sit de importanță comunitară — SCI, arie de protecție specială avifaunistică — SPA) din Grecia întinsă pe o suprafață de 26.036,91 ha, integral pe uscat.

## Localizare
Centrul sitului Nisοs Gyarοs kai Thalassia Zoni este situat la coordonatele 37°36′27″N 24°42′37″E / 37.607631°N 24.710306°E.

## Înființare
Situl Nisοs Gyarοs kai Thalassia Zoni a fost declarat arie de protecție specială avifaunistică în martie 2010 pentru a proteja 9 specii de animale. Situl a fost protejat și ca sit de importanță comunitară în martie 2010.

## Biodiversitate
Situată în ecoregiunile marină mediteraneană și mediteraneană, aria protejată conține 16 habitate naturale: Bancuri de nisip acoperite în permanență slab de apă marină, Straturi cu Posidonia (Posidonion oceanicae), Golfuri mici largi și golfuri puțin adânci, Recifuri, Faleze cu vegetație de Limonium spp. endemic de pe coastele mediteraneene, Pășuni mediteraneene udate de apa mării (Juncetalia maritimi), Tufărișuri halo-nitrofile (Pegano-Salsoletea), Ape puternic oligomezotrofe cu vegetație bentonică cu Chara spp., Iazuri temporare mediteraneene, Matorral arborescenți cu Juniperus spp., Tufărișuri termo-mediteraneene și de pre-deșert, Sarcopoterium spinosum phryganas, Pseudostepă cu ierburi și specii anuale de Thero-Brachypodietea, Pante stâncoase calcaroase cu vegetație casmofită, Peșteri marine scufundate complet sau parțial, Păduri de Olea și Ceratonia.
La baza desemnării sitului se află mai multe specii protejate:
- păsări (8): lăstunul mare (Apus apus), șorecarul comun (Buteo buteo), Emberiza caesia, Falco eleonorae, rândunică (Hirundo rustica), Phalacrocorax aristotelis desmarestii, Puffinus yelkouan, Tachymarptis melba
- mamifere (1): delfin mare (Tursiops truncatus)

Pe lângă speciile protejate, pe teritoriul sitului au mai fost identificate 14 specii de plante, 7 specii de nevertebrate, 1 specie de pești.